# باشگاه فوتبال رد بول براگانتینو
باشگاه فوتبال رد بول براگانتینو که معمولاً با نام براگانتینو شناخته می شود، یک باشگاه فوتبال برزیلی است که در برگنسا پائولیستا، ایالت سائوپائولو واقع شده است. این تیم در سری آ برزیل، بالاترین سطح سیستم لیگ فوتبال در برزیل، و همچنین در قهرمانی سری آ پائولیستا، بالاترین سطح لیگ فوتبال ایالت سائوپائولو، رقابت می‌کند.
قبل از اینکه مدیریت باشگاه در سال ۲۰۲۰ به شرکت رد بول منتقل شود و نام باشگاه به نام فعلی تغییر کند این باشگاه با نام باشگاه اتلتیکو براگانتینو شناخته می‌شد هم‌چنین رنگ لباس اصلی این باشگاه سیاه بود که با تغییر مالکیت به سفید و قرمز بدل شد.
همکاری براگانتینو با رد بول از سال ۲۰۱۹ آغاز شد و در طول مسابقات سری بی برزیل این باشگاه با نام براگانتینو در رقابت‌ها حاضر شد و شرکت رد بول تنها حامی مالی این باشگاه بود، اما از سال ۲۰۲۰ با تغییر مالکیت نام باشگاه به‌طور رسمی به رد بول براگانتینو تغییر یافت.
آن‌ها در سال ۲۰۱۹ قهرمان سری بی برزیل شدند و تا مرحله یک‌هشتم پایانی جام حذفی فوتبال برزیل پیش رفتند.

## تاریخچه
در ۸ ژانویه ۱۹۲۸ اعضای سابق باشگاه فوتبال براگانسا باشگاه اتلتیکو براگانتینو را تأسیس کردند.
در سال ۱۹۴۹ این باشگاه برای اولین بار در دسته دوم قهرمانی پائولیستا بازی کرد. در سال ۱۹۶۵ براگانتینو برای اولین بار به دسته اول قهرمانی پائولیستا ارتقا یافت. با این حال، در سال ۱۹۶۶، مجددا باشگاه به دسته دوم قهرمانی پائولیستا سقوط کرد.
در سال ۱۹۸۸ براگانتینو قهرمان دسته دوم پائولیستا شد. در سال ۱۹۸۹، این باشگاه پس از قهرمانی در سری بی برزیل، برای اولین بار به سری آ برزیل راه یافت. در سال ۱۹۹۰ براگانتینو، نورویزونتینو را شکست داد و برنده قهرمانی پائولیستا دسته اول شد.